# Adrian Panek
Adrian Panek (ur. 19 maja 1975 we Wrocławiu) – polski reżyser i scenarzysta. 
Studiował na Wydziale Architektury Politechniki Wrocławskiej. Ukończył reżyserię na Wydziale Radia i Telewizji Uniwersytetu Śląskiego w Katowicach oraz Mistrzowską Szkołę Reżyserii Andrzeja Wajdy. Należy do Polskiej Akademii Filmowej.
We wrześniu 2018 otrzymał nagrodę dla najlepszego reżysera na Festiwalu Polskich Filmów Fabularnych w Gdyni.

## Filmografia
- 2003: Chodźcie, chodźcie czyli film o koszalińskich spotkaniach filmowych "Młodzi i film", Koszalin, film dokumentalny
- 2006: Męczeństwo Mariana, film fabularny, krótkometrażowy
- 2009: Moja biedna głowa, w: Dekalog 89+, film fabularny, krótkometrażowy
- 2011: Daas, film fabularny
- 2016: Komisja morderstw, serial telewizyjny, (odcinki: 7-12)
- 2018: Wilkołak – film fabularny[3].
- 2022: Powrót - czarna komedia, serial

## Nagrody i nominacje
| Rok  | Nagroda                              | Kategoria                   | Za       | Wynik   |
| ---- | ------------------------------------ | --------------------------- | -------- | ------- |
| 2011 | Nagroda im. Andrzeja Munka PWSFTviT  | Najlepszy Debiut Reżyserski | Daas     | Wygrana |
| 2018 | Festiwal Polskich Filmów Fabularnych | Najlepszy Debiut Reżyserski | Wilkołak | Wygrana |